# 紅夫人
紅夫人（英語：Madame Rouge），為美國DC漫畫中的虛構超級反派角色。原為一位法國女演員，但因一次車禍導致了多重人格。後來受到魔腦與瑪拉先生的賞識，在瑪拉的幫助下由邪惡人格主導身體。最初只是一位偽裝大師，後來魔腦給他了伸縮自如，變換形體的能力。

## 其他媒體

### 電視
- 《少年悍將》：由海登·瓦爾希（英语：Hynden Walch）配音。